# Neues Maschinenhaus
Das Neue Maschinenhaus bzw. Neues Turbinenhaus der Nordwolle in Delmenhorst, Am Turbinenhaus 12, wurde 1902 gebaut. Hier befindet sich heute das Nordwestdeutsche Museum für Industriekultur. 
Das Gebäude ist ein Baudenkmal in Delmenhorst.

## Geschichte

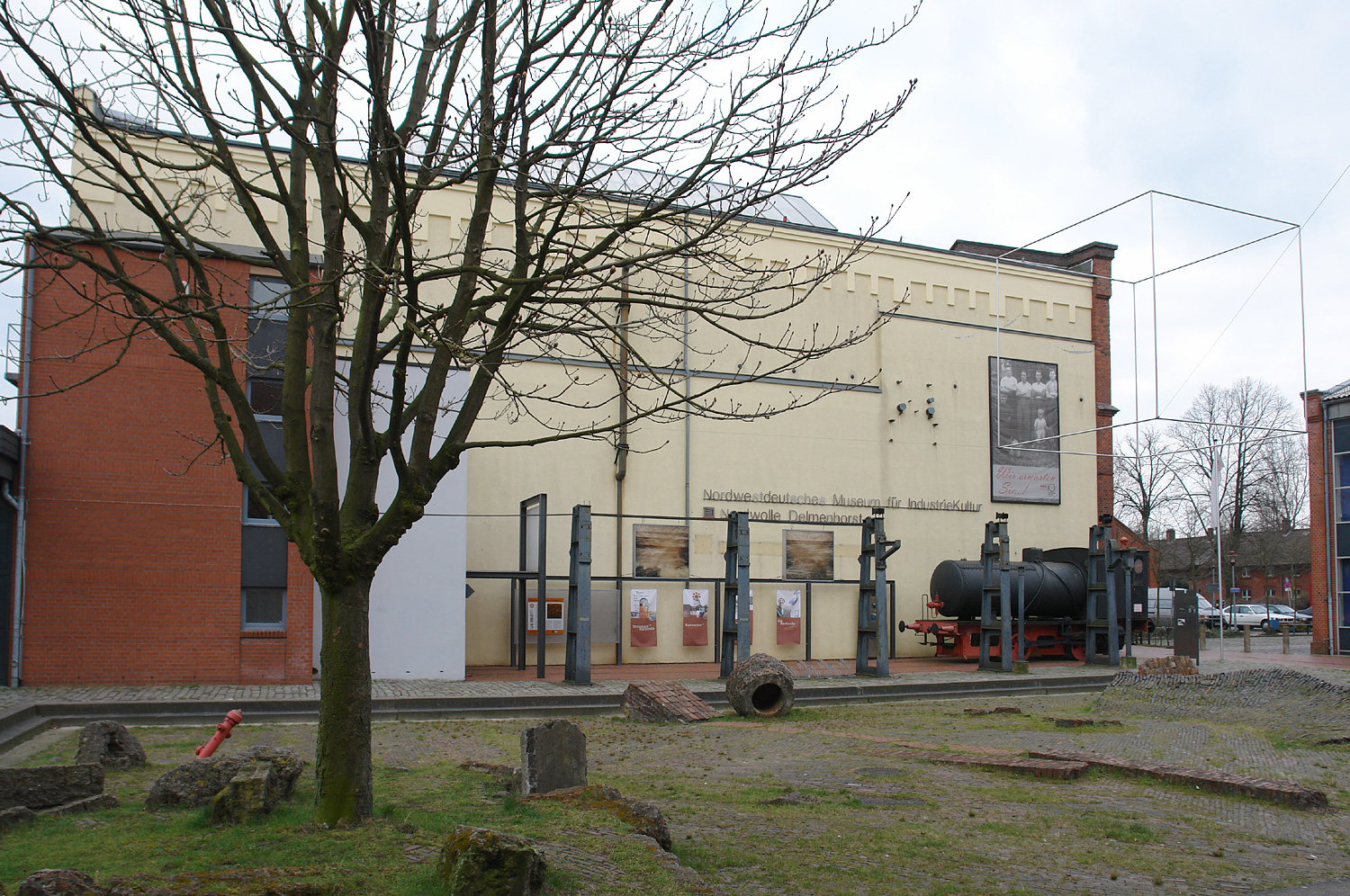
Turbinenhaus, heute Museum

Die Nordwolle war ein bedeutendes Unternehmen für die Verarbeitung von Wolle und Kammgarn. Die Zahl der Mitarbeiter wuchs rapide an, 1887 waren es 900, um 1911 bereits 3000 Mitarbeiter.
Das Alte Maschinenhaus von 1884 konnte nicht mehr die gewachsenen Anforderung erfüllen, ein Neubau wurde erforderlich:
Das zwei- und dreigeschossige verklinkerte historisierende Turbinenhaus im Stil der Neoromanik wurde 1902 nach Plänen von Henrich Deetjen (Bremen) gebaut und auf Grund seiner Architektur auch „Kathedrale der Arbeit“ genannt. Dominant ist die Rosette im Giebel. In dem Haus war bis 1929 die 2500 PS starke Dampfmaschine untergebracht. Sie trieb über Schwungrad, Seilgang und Transmissionen die Maschinen im Produktionsbereich an.
Um dem gestiegenen Produktionsumfang gerecht zu werden, wurde 1951/52 neben dem Turbinenhaus ein neues Kesselhaus errichtet.
Das ehemalige Turbinenhaus wurde ab etwa 1986 zu einem Fabrikmuseum umgerüstet. Hier sowie in der früheren Lichtstation von 1884 befindet sich seit September 1996 das Nordwestdeutsche Museum für Industriekultur, in dem die Geschichte der Nordwolle, die Produktionsabläufe und das Leben der Arbeiter dargestellt wird. 1997 eröffnete daneben in der Lichtstation (hier wurde Strom für die Fabrik und die Wohnungen erzeugt) das Stadtmuseum Delmenhorst die Pforten. Ein Förderkreis Industriemuseum Delmenhorst und das Kulturamt der Stadt betreuen die Museen.